# Areosa (Aguçadoura)
Areosa é um lugar da freguesia de Aguçadoura, município da Póvoa de Varzim, Portugal. No censo de 2001 tinha 767 habitantes.
Situa-se  na parte centro-sul da freguesia, ocupando cerca de 1/10 da sua área. É limitado a poente, pelo lugar do Fieiro; a sul, pelo lugar do Granjeiro; a nascente, pelos limites com Navais e a norte, pelo lugar do Aldeia.